# Kugalepa
Kugalepa (Duits: Kugalep) is een plaats in de Estlandse gemeente Saaremaa, provincie Saaremaa. De plaats heeft de status van dorp (Estisch: küla).
Tot in oktober 2017 lag Kugalepa in de gemeente Mustjala. In die maand ging Mustjala op in de fusiegemeente Saaremaa.

## Bevolking
Het dorp had 6 inwoners op 31 december 2011 en 3 inwoners op 31 december 2021.

## Ligging
Kugalepa ligt aan de basis van het schiereiland Ninase. Aan de westkust van het dorp ligt de baai Kugalepa laht, aan de oostkust de baai Küdema laht. Bij het dorp ligt het meer Liisagu järv (5,7 ha).

## Geschiedenis
Kugalepa werd voor het eerst genoemd in 1731 onder de naam Kuggalep, een nederzetting op het landgoed van Mustjala.
Tussen 1977 en 1997 maakte Kugalepa deel uit van het buurdorp Tagaranna.